# Luc Jaspar
Luc Jaspar is een Nederlandse schaker met KNSB-rating 2287 in 2024.
Van 7 oktober 2023 t/m 23 maart 2024 werd in Nederland klasse 5D om het kampioenschap van deze klasse gespeeld, dat met 13 Match punten uit 7 wedstrijden gewonnen werd door SSVN Tussen de Torens 1; Luc eindigde met 4.5 punt uit 5 wedstrijden, een ongekend resultaat.
In 2021 werd Jaspar 12de van de PCU Chess Cup.

## Externe koppelingen
- Ratingviewer.nl - KNSB Ratings. Gearchiveerd op 3 april 2024.